# Cratere Verne
Verne è un cratere lunare di 1,54 km situato nella parte nord-occidentale della faccia visibile della Luna.